# Daniel Casals i Martorell
Daniel Casals i Martorell (Barcelona, 1969) és un estudiós de la llengua catalana als mitjans de comunicació.
Llicenciat en Filologia Catalana (1997), Lingüística (1999) i Periodisme (2003) per les Universitat de Barcelona i Universitat Pompeu Fabra. A més a més, és diplomat de postgrau en producció i gestió de la comunicació local per la Universitat Autònoma de Barcelona.
El seu camp d'estudi s'ha centrat en l'ús del català en els diversos mitjans de comunicació, especialment en la ràdio catalana. Dins d'aquest camp ha publicat articles en revistes com ara Revista de Llengua i Dret, Llengua i ús, Llengua & Literatura, Trípodos o Zeitschrift für Katalanistik. També ha publicat diversos llibres sobre aquest tema, tant individuals com col·lectius; i ha abordat l'ús històric del català en els mèdia.

## Obres publicades
- Llengua catalana (Educacionline, 1999)
- El català en antena: vint anys construint el model lingüístic de Catalunya Ràdio (Onada, 2003)
- Ràdio en català: contribució de Catalunya Ràdio a la creació d'un llenguatge radiofònic català per als informatius (Publicacions Abadia de Montserrat, 2007)[3]
- Futbol i llengua (UAB, 2008) junt Neus Faura i Anna Maria Torrent.
- En totes direccions (1971) de Ràdio Barcelona (UAB, 2009)
- El català als mitjans de comunicació (UOC, 2010) junt Neus Faura.